# Lançamento de disco
Lançamento de disco (português brasileiro) ou lançamento do disco (português europeu) é uma modalidade esportiva olímpica do atletismo. O objetivo da prova consiste em lançar um disco de metal à maior distância possível, superando os demais competidores. Assim como o lançamento de martelo e o lançamento de dardo, esses esportes são chamados oficialmente de lançamento. Somente o arremesso de peso é chamado de arremesso, devido ao peso ser empurrado e os demais serem projetados com características diferentes.
Existente desde a Grécia Antiga, o lançamento de disco foi introduzido no programa olímpico desde os primeiros Jogos em Atenas 1896; para as mulheres, foi introduzido em Amsterdã 1928.

## História
O lançamento de disco é uma prova da Antiguidade e está representado na estatuária contemporânea, em particular pelo Discóbolo, uma obra de Míron datada do século V a.C.. O poeta grego Homero já se referia ao evento na descrição da Ilíada do funeral de Patroclus em cerca de 800 a.C. A prova fez parte dos Jogos Olímpicos de 708 a.C., 68 anos depois dos primeiros Jogos da Antiguidade em 776 a.C. Apesar de não fazer parte do pentatlo moderno, era uma das modalidades do antigo pentatlo olímpico. Um disco original em bronze está preservado hoje no Museu Arqueológico de Olímpia. Foi incluída logo na primeira edição da Era Moderna. O primeiro campeão olímpico foi Robert Garrett, dos Estados Unidos e a primeira campeã Halina Konopacka, da Polônia.
Os suecos lançavam de um quadrado, os americanos introduziram o círculo, mas ambos estáticos e com as duas mãos. Em 1907 o disco masculino foi padronizado, pesando 2 kg e medindo 22cm. O disco feminino só foi padronizado em 1928. A pegada com uma das mãos entrou em uso em 1920 e em 1926 introduziu-se o giro, aceito oficialmente apenas em 1954.
O norte-americano Al Oerter é o maior campeão olímpico da modalidade, com quatro títulos consecutivos entre Melbourne 1956 e Cidade do México 1968. Os recordes mundiais da prova pertencem ao lituano Mykolas Alekna  e a Gabriele Reinsch da ex-Alemanha Oriental.  Mykolas estabeleu um novo recorde mundial em 2024, em Oklahoma, EUA, quebrando uma marca vigente desde 1986 – do então alemão-oriental Jurgen Schult – e que era o mais antigo recorde do atletismo. Um ano depois, no mesmo local e competição, aumentou sua própria marca estabelecendo novamente um recorde mundial.

## Regras
O disco usado é um prato de metal com a forma de um círculo com o diâmetro de 22 cm. Na prova masculina, o disco mede entre 219 e 221 mm de diâmetro e de 44 a 46 mm de espessura e pesa 2 kg. Na modalidade feminina, mede entre 180 e 182 mm de diâmetro e de 37 a 39 mm de espessura, pesando 1 kg. O lançamento é feito dentro de um círculo de 2,5 m de diâmetro no chão, margeado por um anteparo de concreto de 2 cm de altura.  O atleta segura o disco plano contra os dedos da mão e o antebraço do lado do lançamento, gira sobre si mesmo rapidamente e lança o disco ao ar estendendo o braço. Para melhorar a pegada é permitido o uso de uma substância adequada nas mãos e pode ser usado um cinturão para proteger a coluna.
Para a medição da distância lançada, o disco precisa aterrar dentro de uma área pré-marcada e o atleta não pode deixar o círculo antes do disco cair, e sempre pela metade traseira do círculo. Caso pise fora dele durante o lançamento ou antes do disco tocar o solo, o lançamento é impugnado. Normalmente os atletas dão uma volta e meia com o corpo como impulso e em cada competição são feitos entre quatro e seis lançamentos. No caso de empate, o desempate é feito pela segunda maior marca e assim sucessivamente.

## Recordes
De acordo com a World Athletics.
Homens
| Recorde          | Marca   | Atleta         | País     | Data          | Local      |
| Recorde mundial  | 75,56 m | Mykolas Alekna | Lituânia | 13 abril 2025 | Ramona     |
| Recorde olímpico | 70,00 m | Rojé Stona     | Jamaica  | 7 agosto 2024 | Paris 2024 |

Mulheres
| Recorde          | Marca   | Atleta           | País              | Data             | Local          |
| Recorde mundial  | 76,80 m | Gabriele Reinsch | Alemanha Oriental | 9 julho 1988     | Neubrandenburg |
| Recorde olímpico | 72,30 m | Martina Hellmann | Alemanha Oriental | 29 setembro 1988 | Seul 1988      |

- O fato de as marcas femininas serem maiores que as masculinas é explicado pelo disco feminino pesar metade do disco masculino.

## Melhores marcas mundiais
As marcas abaixo são de acordo com a World Athletics.

#### Homens
| Posição | Tempo   | Atleta            | País              | Data            | Local          |
| ------- | ------- | ----------------- | ----------------- | --------------- | -------------- |
| 1       | 75,56 m | Mykolas Alekna    | Lituânia          | 13 abril 2025   | Ramona         |
| 2       | 74,78 m | Matthew Denny     | Austrália         | 13 abril 2025   | Ramona         |
| 3       | 74,35 m | Mykolas Alekna    | Lituânia          | 14 abril 2024   | Ramona         |
| 4       | 74,25 m | Matthew Denny     | Austrália         | 10 abril 2025   | Ramona         |
| 5       | 74,08 m | Jürgen Schult     | Alemanha Oriental | 6 junho 1986    | Neubrandenburg |
| 6       | 73,88 m | Virgilijus Alekna | Lituânia          | 3 agosto 2000   | Kaunas         |
| 7       | 73,38 m | Gerd Kanter       | Estónia           | 4 setembro 2006 | Helsingborg    |
| 8       | 72,34 m | Kristjan Čeh      | Eslovénia         | 24 maio 2025    | Zagreb         |
| 9       | 72,07 m | Matthew Denny     | Austrália         | 6 abril 2025    | Salinas        |
| 10      | 72,02 m | Gerd Kanter       | Estónia           | 3 maio 2007     | Salinas        |

#### Mulheres
| Posição | Tempo   | Atleta              | País              | Data             | Local           |
| ------- | ------- | ------------------- | ----------------- | ---------------- | --------------- |
| 1       | 76,80 m | Gabriele Reinsch    | Alemanha Oriental | 9 julho 1988     | Neubrandenburg  |
| 2       | 74,56 m | Zdeňka Šilhavá      | Tchecoslováquia   | 26 agosto 1984   | Nitra           |
| 2       | 74,56 m | Ilke Wyludda        | Alemanha Oriental | 23 julho 1989    | Neubrandenburg  |
| 4       | 74,44 m | Gabriele Reinsch    | Alemanha Oriental | 13 setembro 1988 | Berlim          |
| 5       | 74,40 m | Ilke Wyludda        | Alemanha Oriental | 13 setembro 1988 | Berlim          |
| 6       | 74,08 m | Diana Sachse-Gansky | Alemanha Oriental | 20 junho 1987    | Karl-Marx-Stadt |
| 7       | 73,90 m | Diana Sachse-Gansky | Alemanha Oriental | 27 junho 1987    | Praga           |
| 8       | 73,52 m | Valarie Allman      | Estados Unidos    | 12 abril 2025    | Ramona          |
| 9       | 73,42 m | Gabriele Reinsch    | Alemanha Oriental | 12 junho 1988    | Karl-Marx-Stadt |
| 10      | 73,36 m | Irina Meszynski     | Alemanha Oriental | 17 agosto 1984   | Praga           |

## Melhores marcas olímpicas
As marcas abaixo são de acordo com o Comitê Olímpico Internacional – COI.

#### Homens
| Posição | Tempo   | Atleta            | País              | Data   | Local        |
| ------- | ------- | ----------------- | ----------------- | ------ | ------------ |
| 1       | 70,00 m | Rojé Stona        | Jamaica           | ouro   | Paris 2024   |
| 2       | 69,97 m | Mykolas Alekna    | Lituânia          | prata  | Paris 2024   |
| 3       | 69,89 m | Virgilijus Alekna | Lituânia          | ouro   | Atenas 2004  |
| 4       | 69,40 m | Lars Riedel       | Alemanha          | ouro   | Atlanta 1996 |
| 5       | 69,31 m | Matthew Denny     | Austrália         | bronze | Paris 2024   |
| 6       | 69,30 m | Virgilijus Alekna | Lituânia          | ouro   | Sydney 2000  |
| 7       | 68,90 m | Daniel Stahl      | Suécia            | ouro   | Tóquio 2020  |
| 8       | 68,82 m | Jürgen Schult     | Alemanha Oriental | ouro   | Seul 1988    |
| 8       | 68,82 m | Gerd Kanter       | Estónia           | ouro   | Pequim 2008  |
| 10      | 68,50 m | Lars Riedel       | Alemanha          | prata  | Sydney 2000  |

#### Mulheres
| Posição | Tempo   | Atleta              | País              | Data   | Local          |
| ------- | ------- | ------------------- | ----------------- | ------ | -------------- |
| 1       | 72,30 m | Martina Hellmann    | Alemanha Oriental | ouro   | Seul 1988      |
| 2       | 71,88 m | Diana Sachse-Gansky | Alemanha Oriental | prata  | Seul 1988      |
| 3       | 70,06 m | Maritza Martén      | Cuba              | ouro   | Barcelona 1992 |
| 4       | 69,96 m | Evelin Jahl         | Alemanha Oriental | ouro   | Moscou 1980    |
| 5       | 69,74 m | Tsvetanka Khristova | Bulgária          | bronze | Seul 1988      |
| 6       | 69,66 m | Ilke Wyludda        | Alemanha          | ouro   | Atlanta 1996   |
| 7       | 69,50 m | Valarie Allman      | Estados Unidos    | ouro   | Paris 2024     |
| 8       | 69,21 m | Sandra Perković     | Croácia           | ouro   | Rio 2016       |
| 9       | 69,14 m | Svetla Mitkova      | Bulgária          |        | Seul 1988      |
| 10      | 69,11 m | Sandra Perković     | Croácia           | ouro   | Londres 2012   |

* A alemã-oriental Evelin Jahl foi campeã olímpica em Moscou 1980 com o nome de casada e em Montreal 1976 com o nome de solteira, Schlaak. 

## Marcas da lusofonia
| País                | Masculino | Atleta          | Ano  | Local    | Feminino | Atleta             | Ano  | Local       |          |
| Brasil              | 65,55 m   | Ronald Julião   | 2013 | La Jolla | 65,34 m  | Andressa de Morais | 2019 | Leiria      | [ 16 ]   |
| Portugal            | 62,01 m   | Francisco Belo  | 2017 | Vagos    | 65,40 m  | Teresa Machado     | 1998 | São Jacinto | [ 17 ]   |
| Angola              | 49,72 m   | António Réais   | 1991 | Luanda   | 44,16 m  | Filomena Silva     | 1980 | Luanda      | :643,781 |
| Guiné-Bissau        | 49,70 m   | Otoniel Badjama | 2018 | Leiria   | 51,98 m  | Jéssica Inchude    | 2019 | Leiria      | :644,781 |
| Moçambique          | 46,54 m   | Emílio Tembe    | 1982 | Berlim   | 47,78 m  | Ludovina Oliveira  | 1984 | Maputo      | :644,782 |
| São Tomé e Príncipe | 45,48 m   | Edujose Lima    | 2014 | Braga    | 34,10 m  | Lecabela Quaresma  | 2006 | Seixal      | :645,782 |
| Cabo Verde          | 40,64 m   | José Rosa       | 2011 | Luso     | 49,81 m  | Sónia Borges       | 2006 | Almada      | :644,781 |